# إسرائيل رايشرت
إسرائيل رايشرت (بالعبرية: ישראל רייכרט) (5 أغسطس 1891 – 22 مايو 1975) عالم في علم النبات وبيولوجي إسرائيلي من أصل بولندي.
يعتبر مؤسس علم  أمراض النبات في إسرائيل.

## حياته
ولد إسرائيل رايشرت في أوزوركوف في بولندا وأبوه إيليعيزر حاييم لايزر وأمه روخاما رايشرت.
وهاجر إلى فلسطين تحت الحكم العثماني في عام 1908. وعمل عاملا، ثم درَّس التاريخ الطبيعي. ودرس علم النبات في جامعة برلين على يد أدولف إنغلر، وكتب بحثا عن فطر مصر.

## مسيرته العلمية
عمل في إيطاليا لفترة قصيرة في عام 1921، ثم عاد إلى فلسطين وأسس قسم علم أمراض النبات. وفي عام 1942 انتقل إلى كلية الزراعة في الجامعة العبرية . وعمل أستاذا من عام 1949 إلى 1959 وشارك في تأسيس الصحيفة الفلسطينية لعلم النبات في عام 1938.

## جوائز
- حصل على جائزة إسرائيل في مجال علوم الحياة في عام 1955.